# Route de France féminine 2010
La Route de France féminine 2010 est la cinquième édition de la Route de France féminine, course cycliste par étapes disputée en France. Elle a lieu du 8 au 14 août 2010. Elle est organisée par l'Organisation Routes et Cycles (ORC). La course fait partie du calendrier UCI féminin en catégorie 2.1. 
Sarah Düster remporte le prologue. Ina-Yoko Teutenberg gagne la première étape au sprint, Marianne Vos la seconde. Annemiek van Vleuten fait partie de l'échappée de la troisième étape et s'impose. Elle renforce ainsi son avance à la tête du classement général. Le lendemain, elle conserve son maillot pour une seconde face à Judith Arndt vainqueur du contre-la-montre. Marianne Vos gagne la cinquième étape et Lizzie Armitstead la dernière. Annemiek van Vleuten remporte l'épreuve devant Judith Arndt et Olga Zabelinskaïa.

## Présentation

### Parcours
Le parcours va d'Ouest en Est, débutant en Bretagne et se terminant dans les Vosges. L'absence de profil des étapes rend leur catégorisation difficile. Les grandes difficultés des Vosges sont néanmoins évitées,.

### Équipes
| Équipes féminines professionnelles (12)- Cervélo TestTeam - ESGL 93-GSD Gestion - Fenixs-Petrogradets - Gauss RDZ Ormu - Giant Pro Cycling - Hitec Products - HTC-Columbia Women - MTN - Nederland Bloeit - Safi-Pasta Zara - Valdarno - Vienne Futuroscope Équipes nationales (3)- Australie - Canada - France |
| |

## Favorites
Le parcours sans grande difficulté privilégie les rouleuses. Pour les étapes plates, Ina-Yoko Teutenberg, Chloe Hosking, Giorgia Bronzini et Marianne Vos sont favorites.

## Étapes
| Étape     | Date    | Villes étapes                                         | type                        | Distance (km) | Vainqueur d'étape    | Leader du classement général |
| --------- | ------- | ----------------------------------------------------- | --------------------------- | ------------- | -------------------- | ---------------------------- |
| Prologue  | 8 août  | Lanvollon – Plouha                                    | prologue                    |               | Sarah Düster         | Sarah Düster                 |
| 1re étape | 9 août  | Guingamp – Locminé                                    | étape de plaine             |               | Ina-Yoko Teutenberg  | Annemiek van Vleuten         |
| 2e étape  | 10 août | Saint-Fort – Lavaré                                   | étape de plaine             |               | Marianne Vos         | Annemiek van Vleuten         |
| 3e étape  | 11 août | Bonneval – Cloyes-sur-le-Loir                         | étape de plaine             |               | Annemiek van Vleuten | Annemiek van Vleuten         |
| 4e étape  | 12 août | Saint-Georges-sur-Baulche – Saint-Georges-sur-Baulche | contre-la-montre individuel |               | Judith Arndt         | Annemiek van Vleuten         |
| 5e étape  | 13 août | Luxeuil-les-Bains – Saint-Dié-des-Vosges              | étape vallonnée             |               | Marianne Vos         | Annemiek van Vleuten         |
| 6e étape  | 14 août | Saint-Dié-des-Vosges – Vittel                         | étape vallonnée             |               | Lizzie Armitstead    | Annemiek van Vleuten         |

## Déroulement de la course

### Prologue
Sarah Düster remporte le prologue à sa propre surprise. Elle se tient dans la même seconde qu'Annemiek van Vleuten.
| \| Classement de l'étape \| Classement de l'étape \| Classement de l'étape \| Classement de l'étape \| Classement de l'étape \| \| Coureur \| Coureur \| Pays \| Équipe \| Temps \| \| --------------------- \| --------------------- \| --------------------- \| --------------------- \| --------------------- \| \| 1re \| Sarah Düster \| Allemagne \| Cervélo TestTeam \| 7 min 58 s \| \| 2e \| Annemiek van Vleuten \| Pays-Bas \| Nederland Bloeit \| + 0 s \| \| 3e \| Olga Zabelinskaïa \| Russie \| Safi-Pasta Zara \| + 7 s \| \| 4e \| Judith Arndt \| Allemagne \| HTC-Columbia Women \| + 9 s \| \| 5e \| Marianne Vos \| Pays-Bas \| Nederland Bloeit \| + 11 s \| \| 6e \| Adrie Visser \| Pays-Bas \| HTC-Columbia Women \| + 12 s \| \| 7e \| Tatiana Antoshina \| Russie \| Valdarno \| + 15 s \| \| 8e \| Natalja Bojarskaja \| Russie \| Fenixs-Petrogradets \| + 17 s \| \| 9e \| Lizzie Armitstead \| Royaume-Uni \| Cervélo TestTeam \| + 17 s \| \| 10e \| Charlotte Becker \| Allemagne \| Cervélo TestTeam \| + 17 s \| |                      |             |                     |            |
| |                      |             |                     |            |
| |                      |             |                     |            |
| Classement de l'étape |                      |             |                     |            |
| Coureur | Coureur              | Pays        | Équipe              | Temps      |
| 1re | Sarah Düster         | Allemagne   | Cervélo TestTeam    | 7 min 58 s |
| 2e | Annemiek van Vleuten | Pays-Bas    | Nederland Bloeit    | + 0 s      |
| 3e | Olga Zabelinskaïa    | Russie      | Safi-Pasta Zara     | + 7 s      |
| 4e | Judith Arndt         | Allemagne   | HTC-Columbia Women  | + 9 s      |
| 5e | Marianne Vos         | Pays-Bas    | Nederland Bloeit    | + 11 s     |
| 6e | Adrie Visser         | Pays-Bas    | HTC-Columbia Women  | + 12 s     |
| 7e | Tatiana Antoshina    | Russie      | Valdarno            | + 15 s     |
| 8e | Natalja Bojarskaja   | Russie      | Fenixs-Petrogradets | + 17 s     |
| 9e | Lizzie Armitstead    | Royaume-Uni | Cervélo TestTeam    | + 17 s     |
| 10e | Charlotte Becker     | Allemagne   | Cervélo TestTeam    | + 17 s     |

| \| Classement général \| Classement général \| Classement général \| Classement général \| Classement général \| \| Coureur \| Coureur \| Pays \| Équipe \| Temps \| \| ------------------ \| -------------------- \| ------------------ \| ------------------- \| ------------------ \| \| 1re \| Sarah Düster \| Allemagne \| Cervélo TestTeam \| 7 min 58 s \| \| 2e \| Annemiek van Vleuten \| Pays-Bas \| Nederland Bloeit \| + 0 s \| \| 3e \| Olga Zabelinskaïa \| Russie \| Safi-Pasta Zara \| + 7 s \| \| 4e \| Judith Arndt \| Allemagne \| HTC-Columbia Women \| + 9 s \| \| 5e \| Marianne Vos \| Pays-Bas \| Nederland Bloeit \| + 11 s \| \| 6e \| Adrie Visser \| Pays-Bas \| HTC-Columbia Women \| + 12 s \| \| 7e \| Tatiana Antoshina \| Russie \| Valdarno \| + 15 s \| \| 8e \| Natalja Bojarskaja \| Russie \| Fenixs-Petrogradets \| + 17 s \| \| 9e \| Lizzie Armitstead \| Royaume-Uni \| Cervélo TestTeam \| + 17 s \| \| 10e \| Charlotte Becker \| Allemagne \| Cervélo TestTeam \| + 17 s \| |                      |             |                     |            |
| |                      |             |                     |            |
| |                      |             |                     |            |
| Classement général |                      |             |                     |            |
| Coureur | Coureur              | Pays        | Équipe              | Temps      |
| 1re | Sarah Düster         | Allemagne   | Cervélo TestTeam    | 7 min 58 s |
| 2e | Annemiek van Vleuten | Pays-Bas    | Nederland Bloeit    | + 0 s      |
| 3e | Olga Zabelinskaïa    | Russie      | Safi-Pasta Zara     | + 7 s      |
| 4e | Judith Arndt         | Allemagne   | HTC-Columbia Women  | + 9 s      |
| 5e | Marianne Vos         | Pays-Bas    | Nederland Bloeit    | + 11 s     |
| 6e | Adrie Visser         | Pays-Bas    | HTC-Columbia Women  | + 12 s     |
| 7e | Tatiana Antoshina    | Russie      | Valdarno            | + 15 s     |
| 8e | Natalja Bojarskaja   | Russie      | Fenixs-Petrogradets | + 17 s     |
| 9e | Lizzie Armitstead    | Royaume-Uni | Cervélo TestTeam    | + 17 s     |
| 10e | Charlotte Becker     | Allemagne   | Cervélo TestTeam    | + 17 s     |

### 1reétape
La victoire se dispute au sprint. Ina-Yoko Teutenberg ne se sentant pas en forme optimale décide de mener Adrie Visser mais cette dernière perd sa roue. La première tente donc sa chance et s'impose.
| \| Classement de l'étape \| Classement de l'étape \| Classement de l'étape \| Classement de l'étape \| Classement de l'étape \| \| Coureur \| Coureur \| Pays \| Équipe \| Temps \| \| --------------------- \| --------------------- \| --------------------- \| --------------------- \| --------------------- \| \| 1re \| Ina-Yoko Teutenberg \| Allemagne \| HTC-Columbia Women \| 2 h 58 min 18 s \| \| 2e \| Giorgia Bronzini \| Italie \| Gauss RDZ Ormu \| + 0 s \| \| 3e \| Annemiek van Vleuten \| Pays-Bas \| Nederland Bloeit \| + 0 s \| \| 4e \| Monia Baccaille \| Italie \| Valdarno \| + 0 s \| \| 5e \| Marianne Vos \| Pays-Bas \| Nederland Bloeit \| + 0 s \| \| 6e \| Adrie Visser \| Pays-Bas \| HTC-Columbia Women \| + 0 s \| \| 7e \| Lizzie Armitstead \| Royaume-Uni \| Cervélo TestTeam \| + 0 s \| \| 8e \| Rasa Leleivytė \| Lituanie \| Safi-Pasta Zara \| + 0 s \| \| 9e \| Kirsty Broun \| Australie \| Australie \| + 0 s \| \| 10e \| Martine Bras \| Pays-Bas \| Gauss RDZ Ormu \| + 0 s \| |                      |             |                    |                 |
| |                      |             |                    |                 |
| |                      |             |                    |                 |
| Classement de l'étape |                      |             |                    |                 |
| Coureur | Coureur              | Pays        | Équipe             | Temps           |
| 1re | Ina-Yoko Teutenberg  | Allemagne   | HTC-Columbia Women | 2 h 58 min 18 s |
| 2e | Giorgia Bronzini     | Italie      | Gauss RDZ Ormu     | + 0 s           |
| 3e | Annemiek van Vleuten | Pays-Bas    | Nederland Bloeit   | + 0 s           |
| 4e | Monia Baccaille      | Italie      | Valdarno           | + 0 s           |
| 5e | Marianne Vos         | Pays-Bas    | Nederland Bloeit   | + 0 s           |
| 6e | Adrie Visser         | Pays-Bas    | HTC-Columbia Women | + 0 s           |
| 7e | Lizzie Armitstead    | Royaume-Uni | Cervélo TestTeam   | + 0 s           |
| 8e | Rasa Leleivytė       | Lituanie    | Safi-Pasta Zara    | + 0 s           |
| 9e | Kirsty Broun         | Australie   | Australie          | + 0 s           |
| 10e | Martine Bras         | Pays-Bas    | Gauss RDZ Ormu     | + 0 s           |

| \| Classement général \| Classement général \| Classement général \| Classement général \| Classement général \| \| Coureur \| Coureur \| Pays \| Équipe \| Temps \| \| ------------------ \| -------------------- \| ------------------ \| ------------------- \| ------------------ \| \| 1re \| Annemiek van Vleuten \| Pays-Bas \| Nederland Bloeit \| 3 h 06 min 12 s \| \| 2e \| Sarah Düster \| Allemagne \| Cervélo TestTeam \| + 4 s \| \| 3e \| Olga Zabelinskaïa \| Russie \| Safi-Pasta Zara \| + 11 s \| \| 4e \| Judith Arndt \| Allemagne \| HTC-Columbia Women \| + 13 s \| \| 5e \| Marianne Vos \| Pays-Bas \| Nederland Bloeit \| + 15 s \| \| 6e \| Adrie Visser \| Pays-Bas \| HTC-Columbia Women \| + 16 s \| \| 7e \| Ina-Yoko Teutenberg \| Allemagne \| HTC-Columbia Women \| + 17 s \| \| 8e \| Natalja Bojarskaja \| Russie \| Fenixs-Petrogradets \| + 21 s \| \| 9e \| Lizzie Armitstead \| Royaume-Uni \| Cervélo TestTeam \| + 21 s \| \| 10e \| Charlotte Becker \| Allemagne \| Cervélo TestTeam \| + 21 s \| |                      |             |                     |                 |
| |                      |             |                     |                 |
| |                      |             |                     |                 |
| Classement général |                      |             |                     |                 |
| Coureur | Coureur              | Pays        | Équipe              | Temps           |
| 1re | Annemiek van Vleuten | Pays-Bas    | Nederland Bloeit    | 3 h 06 min 12 s |
| 2e | Sarah Düster         | Allemagne   | Cervélo TestTeam    | + 4 s           |
| 3e | Olga Zabelinskaïa    | Russie      | Safi-Pasta Zara     | + 11 s          |
| 4e | Judith Arndt         | Allemagne   | HTC-Columbia Women  | + 13 s          |
| 5e | Marianne Vos         | Pays-Bas    | Nederland Bloeit    | + 15 s          |
| 6e | Adrie Visser         | Pays-Bas    | HTC-Columbia Women  | + 16 s          |
| 7e | Ina-Yoko Teutenberg  | Allemagne   | HTC-Columbia Women  | + 17 s          |
| 8e | Natalja Bojarskaja   | Russie      | Fenixs-Petrogradets | + 21 s          |
| 9e | Lizzie Armitstead    | Royaume-Uni | Cervélo TestTeam    | + 21 s          |
| 10e | Charlotte Becker     | Allemagne   | Cervélo TestTeam    | + 21 s          |

### 2eétape
Marianne Vos remporte l'étape légèrement détachée. Les bonifications et les trois secondes d'avance sur le reste du peloton permettent à Annemiek van Vleuten de s'emparer du maillot orange,.
| \| Classement de l'étape \| Classement de l'étape \| Classement de l'étape \| Classement de l'étape \| Classement de l'étape \| \| Coureur \| Coureur \| Pays \| Équipe \| Temps \| \| --------------------- \| --------------------- \| --------------------- \| --------------------- \| --------------------- \| \| 1re \| Marianne Vos \| Pays-Bas \| Nederland Bloeit \| 3 h 19 min 13 s \| \| 2e \| Ina-Yoko Teutenberg \| Allemagne \| HTC-Columbia Women \| + 0 s \| \| 3e \| Annemiek van Vleuten \| Pays-Bas \| Nederland Bloeit \| + 0 s \| \| 4e \| Sara Mustonen \| Suède \| Hitec Products-UCK \| + 3 s \| \| 5e \| Lizzie Armitstead \| Royaume-Uni \| Cervélo TestTeam \| + 3 s \| \| 6e \| Rasa Leleivytė \| Lituanie \| Safi-Pasta Zara \| + 3 s \| \| 7e \| Kirsty Broun \| Australie \| Australie \| + 3 s \| \| 8e \| Pascale Jeuland \| France \| Vienne Futuroscope \| + 3 s \| \| 9e \| Giorgia Bronzini \| Italie \| Gauss RDZ Ormu \| + 3 s \| \| 10e \| Oxana Kozonchuk \| Russie \| Safi-Pasta Zara \| + 3 s \| |                      |             |                    |                 |
| |                      |             |                    |                 |
| |                      |             |                    |                 |
| Classement de l'étape |                      |             |                    |                 |
| Coureur | Coureur              | Pays        | Équipe             | Temps           |
| 1re | Marianne Vos         | Pays-Bas    | Nederland Bloeit   | 3 h 19 min 13 s |
| 2e | Ina-Yoko Teutenberg  | Allemagne   | HTC-Columbia Women | + 0 s           |
| 3e | Annemiek van Vleuten | Pays-Bas    | Nederland Bloeit   | + 0 s           |
| 4e | Sara Mustonen        | Suède       | Hitec Products-UCK | + 3 s           |
| 5e | Lizzie Armitstead    | Royaume-Uni | Cervélo TestTeam   | + 3 s           |
| 6e | Rasa Leleivytė       | Lituanie    | Safi-Pasta Zara    | + 3 s           |
| 7e | Kirsty Broun         | Australie   | Australie          | + 3 s           |
| 8e | Pascale Jeuland      | France      | Vienne Futuroscope | + 3 s           |
| 9e | Giorgia Bronzini     | Italie      | Gauss RDZ Ormu     | + 3 s           |
| 10e | Oxana Kozonchuk      | Russie      | Safi-Pasta Zara    | + 3 s           |

| \| Classement général \| Classement général \| Classement général \| Classement général \| Classement général \| \| Coureur \| Coureur \| Pays \| Équipe \| Temps \| \| ------------------ \| -------------------- \| ------------------ \| ------------------ \| ------------------ \| \| 1re \| Annemiek van Vleuten \| Pays-Bas \| Nederland Bloeit \| 6 h 25 min 21 s \| \| 2e \| Marianne Vos \| Pays-Bas \| Nederland Bloeit \| + 9 s \| \| 3e \| Sarah Düster \| Allemagne \| Cervélo TestTeam \| + 11 s \| \| 4e \| Ina-Yoko Teutenberg \| Allemagne \| HTC-Columbia Women \| + 15 s \| \| 5e \| Olga Zabelinskaïa \| Russie \| Safi-Pasta Zara \| + 18 s \| \| 6e \| Lizzie Armitstead \| Royaume-Uni \| Cervélo TestTeam \| + 28 s \| \| 7e \| Charlotte Becker \| Allemagne \| Cervélo TestTeam \| + 28 s \| \| 8e \| Judith Arndt \| Allemagne \| HTC-Columbia Women \| + 29 s \| \| 9e \| Joëlle Numainville \| Canada \| Canada \| + 29 s \| \| 10e \| Adrie Visser \| Pays-Bas \| HTC-Columbia Women \| + 32 s \| |                      |             |                    |                 |
| |                      |             |                    |                 |
| |                      |             |                    |                 |
| Classement général |                      |             |                    |                 |
| Coureur | Coureur              | Pays        | Équipe             | Temps           |
| 1re | Annemiek van Vleuten | Pays-Bas    | Nederland Bloeit   | 6 h 25 min 21 s |
| 2e | Marianne Vos         | Pays-Bas    | Nederland Bloeit   | + 9 s           |
| 3e | Sarah Düster         | Allemagne   | Cervélo TestTeam   | + 11 s          |
| 4e | Ina-Yoko Teutenberg  | Allemagne   | HTC-Columbia Women | + 15 s          |
| 5e | Olga Zabelinskaïa    | Russie      | Safi-Pasta Zara    | + 18 s          |
| 6e | Lizzie Armitstead    | Royaume-Uni | Cervélo TestTeam   | + 28 s          |
| 7e | Charlotte Becker     | Allemagne   | Cervélo TestTeam   | + 28 s          |
| 8e | Judith Arndt         | Allemagne   | HTC-Columbia Women | + 29 s          |
| 9e | Joëlle Numainville   | Canada      | Canada             | + 29 s          |
| 10e | Adrie Visser         | Pays-Bas    | HTC-Columbia Women | + 32 s          |

### 3eétape
Une échappée de quatorze coureuses se forme en début d'étape. Elle comprend entre autres Judith Arndt, Annemiek van Vleuten, Sarah Düster, Charlotte Becker, Sara Mustonen et Lizzie Armitstead. Arndt et Becker chutent. La première revient dans le groupe. Le groupe se dispute la victoire et Annemiek van Vleuten se montre la plus rapide,.
| \| Classement de l'étape \| Classement de l'étape \| Classement de l'étape \| Classement de l'étape \| Classement de l'étape \| \| Coureur \| Coureur \| Pays \| Équipe \| Temps \| \| --------------------- \| --------------------- \| --------------------- \| --------------------- \| --------------------- \| \| 1re \| Annemiek van Vleuten \| Pays-Bas \| Nederland Bloeit \| 2 h 56 min 28 s \| \| 2e \| Sara Mustonen \| Suède \| Hitec Products-UCK \| + 0 s \| \| 3e \| Lizzie Armitstead \| Royaume-Uni \| Cervélo TestTeam \| + 0 s \| \| 4e \| Judith Arndt \| Allemagne \| HTC-Columbia Women \| + 0 s \| \| 5e \| Martine Bras \| Pays-Bas \| Gauss RDZ Ormu \| + 0 s \| \| 6e \| Olga Zabelinskaïa \| Russie \| Safi-Pasta Zara \| + 0 s \| \| 7e \| Sarah Düster \| Allemagne \| Cervélo TestTeam \| + 0 s \| \| 8e \| Amanda Spratt \| Australie \| Australie \| + 0 s \| \| 9e \| Loes Gunnewijk \| Pays-Bas \| Nederland Bloeit \| + 5 s \| \| 10e \| Tatiana Antoshina \| Russie \| Valdarno \| + 14 s \| |                      |             |                    |                 |
| |                      |             |                    |                 |
| |                      |             |                    |                 |
| Classement de l'étape |                      |             |                    |                 |
| Coureur | Coureur              | Pays        | Équipe             | Temps           |
| 1re | Annemiek van Vleuten | Pays-Bas    | Nederland Bloeit   | 2 h 56 min 28 s |
| 2e | Sara Mustonen        | Suède       | Hitec Products-UCK | + 0 s           |
| 3e | Lizzie Armitstead    | Royaume-Uni | Cervélo TestTeam   | + 0 s           |
| 4e | Judith Arndt         | Allemagne   | HTC-Columbia Women | + 0 s           |
| 5e | Martine Bras         | Pays-Bas    | Gauss RDZ Ormu     | + 0 s           |
| 6e | Olga Zabelinskaïa    | Russie      | Safi-Pasta Zara    | + 0 s           |
| 7e | Sarah Düster         | Allemagne   | Cervélo TestTeam   | + 0 s           |
| 8e | Amanda Spratt        | Australie   | Australie          | + 0 s           |
| 9e | Loes Gunnewijk       | Pays-Bas    | Nederland Bloeit   | + 5 s           |
| 10e | Tatiana Antoshina    | Russie      | Valdarno           | + 14 s          |

| \| Classement général \| Classement général \| Classement général \| Classement général \| Classement général \| \| Coureur \| Coureur \| Pays \| Équipe \| Temps \| \| ------------------ \| -------------------- \| ------------------ \| ------------------ \| ------------------ \| \| 1re \| Annemiek van Vleuten \| Pays-Bas \| Nederland Bloeit \| 9 h 21 min 39 s \| \| 2e \| Sarah Düster \| Allemagne \| Cervélo TestTeam \| + 21 s \| \| 3e \| Olga Zabelinskaïa \| Russie \| Safi-Pasta Zara \| + 28 s \| \| 4e \| Lizzie Armitstead \| Royaume-Uni \| Cervélo TestTeam \| + 34 s \| \| 5e \| Judith Arndt \| Allemagne \| HTC-Columbia Women \| + 39 s \| \| 6e \| Charlotte Becker \| Allemagne \| Cervélo TestTeam \| + 52 s \| \| 7e \| Loes Gunnewijk \| Pays-Bas \| Nederland Bloeit \| + 52 s \| \| 8e \| Sara Mustonen \| Suède \| Hitec Products-UCK \| + 58 s \| \| 9e \| Martine Bras \| Pays-Bas \| Gauss RDZ Ormu \| + 1 min 19 s \| \| 10e \| Amanda Spratt \| Australie \| Australie \| + 1 min 22 s \| |                      |             |                    |                 |
| |                      |             |                    |                 |
| |                      |             |                    |                 |
| Classement général |                      |             |                    |                 |
| Coureur | Coureur              | Pays        | Équipe             | Temps           |
| 1re | Annemiek van Vleuten | Pays-Bas    | Nederland Bloeit   | 9 h 21 min 39 s |
| 2e | Sarah Düster         | Allemagne   | Cervélo TestTeam   | + 21 s          |
| 3e | Olga Zabelinskaïa    | Russie      | Safi-Pasta Zara    | + 28 s          |
| 4e | Lizzie Armitstead    | Royaume-Uni | Cervélo TestTeam   | + 34 s          |
| 5e | Judith Arndt         | Allemagne   | HTC-Columbia Women | + 39 s          |
| 6e | Charlotte Becker     | Allemagne   | Cervélo TestTeam   | + 52 s          |
| 7e | Loes Gunnewijk       | Pays-Bas    | Nederland Bloeit   | + 52 s          |
| 8e | Sara Mustonen        | Suède       | Hitec Products-UCK | + 58 s          |
| 9e | Martine Bras         | Pays-Bas    | Gauss RDZ Ormu     | + 1 min 19 s    |
| 10e | Amanda Spratt        | Australie   | Australie          | + 1 min 22 s    |

### 4eétape
Judith Arndt remporte le contre-la-montre et revient à une seconde d'Annemiek van Vleuten, neuvième de l'étape, au classement général,.
| \| Classement de l'étape \| Classement de l'étape \| Classement de l'étape \| Classement de l'étape \| Classement de l'étape \| \| Coureur \| Coureur \| Pays \| Équipe \| Temps \| \| --------------------- \| --------------------- \| --------------------- \| --------------------- \| --------------------- \| \| 1re \| Judith Arndt \| Allemagne \| HTC-Columbia Women \| 35 min 07 s \| \| 2e \| Tatiana Antoshina \| Russie \| Valdarno \| + 15 s \| \| 3e \| Olga Zabelinskaïa \| Russie \| Safi-Pasta Zara \| + 17 s \| \| 4e \| Marianne Vos \| Pays-Bas \| Nederland Bloeit \| + 19 s \| \| 5e \| Loes Gunnewijk \| Pays-Bas \| Nederland Bloeit \| + 27 s \| \| 6e \| Emilia Fahlin \| Suède \| HTC-Columbia Women \| + 30 s \| \| 7e \| Charlotte Becker \| Allemagne \| Cervélo TestTeam \| + 31 s \| \| 8e \| Shara Gillow \| Australie \| Australie \| + 34 s \| \| 9e \| Annemiek van Vleuten \| Pays-Bas \| Nederland Bloeit \| + 38 s \| \| 10e \| Lizzie Armitstead \| Royaume-Uni \| Cervélo TestTeam \| + 56 s \| |                      |             |                    |             |
| |                      |             |                    |             |
| |                      |             |                    |             |
| Classement de l'étape |                      |             |                    |             |
| Coureur | Coureur              | Pays        | Équipe             | Temps       |
| 1re | Judith Arndt         | Allemagne   | HTC-Columbia Women | 35 min 07 s |
| 2e | Tatiana Antoshina    | Russie      | Valdarno           | + 15 s      |
| 3e | Olga Zabelinskaïa    | Russie      | Safi-Pasta Zara    | + 17 s      |
| 4e | Marianne Vos         | Pays-Bas    | Nederland Bloeit   | + 19 s      |
| 5e | Loes Gunnewijk       | Pays-Bas    | Nederland Bloeit   | + 27 s      |
| 6e | Emilia Fahlin        | Suède       | HTC-Columbia Women | + 30 s      |
| 7e | Charlotte Becker     | Allemagne   | Cervélo TestTeam   | + 31 s      |
| 8e | Shara Gillow         | Australie   | Australie          | + 34 s      |
| 9e | Annemiek van Vleuten | Pays-Bas    | Nederland Bloeit   | + 38 s      |
| 10e | Lizzie Armitstead    | Royaume-Uni | Cervélo TestTeam   | + 56 s      |

| \| Classement général \| Classement général \| Classement général \| Classement général \| Classement général \| \| Coureur \| Coureur \| Pays \| Équipe \| Temps \| \| ------------------ \| -------------------- \| ------------------ \| ------------------ \| ------------------ \| \| 1re \| Annemiek van Vleuten \| Pays-Bas \| Nederland Bloeit \| 9 h 57 min 24 s \| \| 2e \| Judith Arndt \| Allemagne \| HTC-Columbia Women \| + 1 s \| \| 3e \| Olga Zabelinskaïa \| Russie \| Safi-Pasta Zara \| + 7 s \| \| 4e \| Loes Gunnewijk \| Pays-Bas \| Nederland Bloeit \| + 41 s \| \| 5e \| Charlotte Becker \| Allemagne \| Cervélo TestTeam \| + 45 s \| \| 6e \| Lizzie Armitstead \| Royaume-Uni \| Cervélo TestTeam \| + 52 s \| \| 7e \| Sarah Düster \| Allemagne \| Cervélo TestTeam \| + 1 min 05 s \| \| 8e \| Tatiana Antoshina \| Russie \| Valdarno \| + 1 min 21 s \| \| 9e \| Anne Samplonius \| Canada \| Canada \| + 2 min 14 s \| \| 10e \| Sara Mustonen \| Suède \| Hitec Products-UCK \| + 2 min 16 s \| |                      |             |                    |                 |
| |                      |             |                    |                 |
| |                      |             |                    |                 |
| Classement général |                      |             |                    |                 |
| Coureur | Coureur              | Pays        | Équipe             | Temps           |
| 1re | Annemiek van Vleuten | Pays-Bas    | Nederland Bloeit   | 9 h 57 min 24 s |
| 2e | Judith Arndt         | Allemagne   | HTC-Columbia Women | + 1 s           |
| 3e | Olga Zabelinskaïa    | Russie      | Safi-Pasta Zara    | + 7 s           |
| 4e | Loes Gunnewijk       | Pays-Bas    | Nederland Bloeit   | + 41 s          |
| 5e | Charlotte Becker     | Allemagne   | Cervélo TestTeam   | + 45 s          |
| 6e | Lizzie Armitstead    | Royaume-Uni | Cervélo TestTeam   | + 52 s          |
| 7e | Sarah Düster         | Allemagne   | Cervélo TestTeam   | + 1 min 05 s    |
| 8e | Tatiana Antoshina    | Russie      | Valdarno           | + 1 min 21 s    |
| 9e | Anne Samplonius      | Canada      | Canada             | + 2 min 14 s    |
| 10e | Sara Mustonen        | Suède       | Hitec Products-UCK | + 2 min 16 s    |

### 5eétape
Marianne Vos s'impose dans un sprint à quatre avec Annemiek van Vleuten, Lizzie Armistead et Judith Arndt.
| \| Classement de l'étape \| Classement de l'étape \| Classement de l'étape \| Classement de l'étape \| Classement de l'étape \| \| Coureur \| Coureur \| Pays \| Équipe \| Temps \| \| --------------------- \| --------------------- \| --------------------- \| --------------------- \| --------------------- \| \| 1re \| Marianne Vos \| Pays-Bas \| Nederland Bloeit \| 2 h 59 min 41 s \| \| 2e \| Annemiek van Vleuten \| Pays-Bas \| Nederland Bloeit \| + 0 s \| \| 3e \| Judith Arndt \| Allemagne \| HTC-Columbia Women \| + 0 s \| \| 4e \| Lizzie Armitstead \| Royaume-Uni \| Cervélo TestTeam \| + 0 s \| \| 5e \| Olga Zabelinskaïa \| Russie \| Safi-Pasta Zara \| + 3 s \| \| 6e \| Tatiana Antoshina \| Russie \| Valdarno \| + 3 s \| \| 7e \| Frøydis Meen Wærsted \| Norvège \| Hitec Products-UCK \| + 3 s \| \| 8e \| Edita Pučinskaitė \| Lituanie \| Gauss RDZ Ormu \| + 3 s \| \| 9e \| Loes Gunnewijk \| Pays-Bas \| Nederland Bloeit \| + 3 s \| \| 10e \| Rasa Leleivytė \| Lituanie \| Safi-Pasta Zara \| + 19 s \| |                      |             |                    |                 |
| |                      |             |                    |                 |
| |                      |             |                    |                 |
| Classement de l'étape |                      |             |                    |                 |
| Coureur | Coureur              | Pays        | Équipe             | Temps           |
| 1re | Marianne Vos         | Pays-Bas    | Nederland Bloeit   | 2 h 59 min 41 s |
| 2e | Annemiek van Vleuten | Pays-Bas    | Nederland Bloeit   | + 0 s           |
| 3e | Judith Arndt         | Allemagne   | HTC-Columbia Women | + 0 s           |
| 4e | Lizzie Armitstead    | Royaume-Uni | Cervélo TestTeam   | + 0 s           |
| 5e | Olga Zabelinskaïa    | Russie      | Safi-Pasta Zara    | + 3 s           |
| 6e | Tatiana Antoshina    | Russie      | Valdarno           | + 3 s           |
| 7e | Frøydis Meen Wærsted | Norvège     | Hitec Products-UCK | + 3 s           |
| 8e | Edita Pučinskaitė    | Lituanie    | Gauss RDZ Ormu     | + 3 s           |
| 9e | Loes Gunnewijk       | Pays-Bas    | Nederland Bloeit   | + 3 s           |
| 10e | Rasa Leleivytė       | Lituanie    | Safi-Pasta Zara    | + 19 s          |

| \| Classement général \| Classement général \| Classement général \| Classement général \| Classement général \| \| Coureur \| Coureur \| Pays \| Équipe \| Temps \| \| ------------------ \| -------------------- \| ------------------ \| ------------------ \| ------------------ \| \| 1re \| Annemiek van Vleuten \| Pays-Bas \| Nederland Bloeit \| 12 h 56 min 59 s \| \| 2e \| Judith Arndt \| Allemagne \| HTC-Columbia Women \| + 3 s \| \| 3e \| Olga Zabelinskaïa \| Russie \| Safi-Pasta Zara \| + 16 s \| \| 4e \| Loes Gunnewijk \| Pays-Bas \| Nederland Bloeit \| + 50 s \| \| 5e \| Lizzie Armitstead \| Royaume-Uni \| Cervélo TestTeam \| + 58 s \| \| 6e \| Tatiana Antoshina \| Russie \| Valdarno \| + 1 min 30 s \| \| 7e \| Charlotte Becker \| Allemagne \| Cervélo TestTeam \| + 1 min 34 s \| \| 8e \| Marianne Vos \| Pays-Bas \| Nederland Bloeit \| + 3 min 05 s \| \| 9e \| Anne Samplonius \| Canada \| Canada \| + 3 min 53 s \| \| 10e \| Sara Mustonen \| Suède \| Hitec Products-UCK \| + 3 min 55 s \| |                      |             |                    |                  |
| |                      |             |                    |                  |
| |                      |             |                    |                  |
| Classement général |                      |             |                    |                  |
| Coureur | Coureur              | Pays        | Équipe             | Temps            |
| 1re | Annemiek van Vleuten | Pays-Bas    | Nederland Bloeit   | 12 h 56 min 59 s |
| 2e | Judith Arndt         | Allemagne   | HTC-Columbia Women | + 3 s            |
| 3e | Olga Zabelinskaïa    | Russie      | Safi-Pasta Zara    | + 16 s           |
| 4e | Loes Gunnewijk       | Pays-Bas    | Nederland Bloeit   | + 50 s           |
| 5e | Lizzie Armitstead    | Royaume-Uni | Cervélo TestTeam   | + 58 s           |
| 6e | Tatiana Antoshina    | Russie      | Valdarno           | + 1 min 30 s     |
| 7e | Charlotte Becker     | Allemagne   | Cervélo TestTeam   | + 1 min 34 s     |
| 8e | Marianne Vos         | Pays-Bas    | Nederland Bloeit   | + 3 min 05 s     |
| 9e | Anne Samplonius      | Canada      | Canada             | + 3 min 53 s     |
| 10e | Sara Mustonen        | Suède       | Hitec Products-UCK | + 3 min 55 s     |

### 6eétape
Une échappée de quatorze coureuses dont Judith Arndt se forme. L'Allemande crève néanmoins et retourne dans le peloton. Le groupe est repris à vingt kilomètres de l'arrivée. Dans le final, Cervélo mène Lizzie Armitstead à la victoire,.
| \| Classement de l'étape \| Classement de l'étape \| Classement de l'étape \| Classement de l'étape \| Classement de l'étape \| \| Coureur \| Coureur \| Pays \| Équipe \| Temps \| \| --------------------- \| --------------------- \| --------------------- \| --------------------- \| --------------------- \| \| 1re \| Lizzie Armitstead \| Royaume-Uni \| Cervélo TestTeam \| 2 h 51 min 30 s \| \| 2e \| Giorgia Bronzini \| Italie \| Gauss RDZ Ormu \| + 0 s \| \| 3e \| Lisa Brennauer \| Allemagne \| Hitec Products-UCK \| + 0 s \| \| 4e \| Joëlle Numainville \| Canada \| Canada \| + 0 s \| \| 5e \| Adrie Visser \| Pays-Bas \| HTC-Columbia Women \| + 0 s \| \| 6e \| Annemiek van Vleuten \| Pays-Bas \| Nederland Bloeit \| + 0 s \| \| 7e \| Marianne Vos \| Pays-Bas \| Nederland Bloeit \| + 0 s \| \| 8e \| Rasa Leleivytė \| Lituanie \| Safi-Pasta Zara \| + 0 s \| \| 9e \| Judith Arndt \| Allemagne \| HTC-Columbia Women \| + 3 s \| \| 10e \| Amanda Spratt \| Australie \| Australie \| + 3 s \| |                      |             |                    |                 |
| |                      |             |                    |                 |
| |                      |             |                    |                 |
| Classement de l'étape |                      |             |                    |                 |
| Coureur | Coureur              | Pays        | Équipe             | Temps           |
| 1re | Lizzie Armitstead    | Royaume-Uni | Cervélo TestTeam   | 2 h 51 min 30 s |
| 2e | Giorgia Bronzini     | Italie      | Gauss RDZ Ormu     | + 0 s           |
| 3e | Lisa Brennauer       | Allemagne   | Hitec Products-UCK | + 0 s           |
| 4e | Joëlle Numainville   | Canada      | Canada             | + 0 s           |
| 5e | Adrie Visser         | Pays-Bas    | HTC-Columbia Women | + 0 s           |
| 6e | Annemiek van Vleuten | Pays-Bas    | Nederland Bloeit   | + 0 s           |
| 7e | Marianne Vos         | Pays-Bas    | Nederland Bloeit   | + 0 s           |
| 8e | Rasa Leleivytė       | Lituanie    | Safi-Pasta Zara    | + 0 s           |
| 9e | Judith Arndt         | Allemagne   | HTC-Columbia Women | + 3 s           |
| 10e | Amanda Spratt        | Australie   | Australie          | + 3 s           |

## Classements finals

### Classement général final
| \| Classement général \| Classement général \| Classement général \| Classement général \| Classement général \| \| Coureur \| Coureur \| Pays \| Équipe \| Temps \| \| ------------------ \| -------------------- \| ------------------ \| ------------------ \| ------------------ \| \| 1re \| Annemiek van Vleuten \| Pays-Bas \| Nederland Bloeit \| 15 h 48 min 29 s \| \| 2e \| Judith Arndt \| Allemagne \| HTC-Columbia Women \| + 6 s \| \| 3e \| Olga Zabelinskaïa \| Russie \| Safi-Pasta Zara \| + 20 s \| \| 4e \| Lizzie Armitstead \| Royaume-Uni \| Cervélo TestTeam \| + 48 s \| \| 5e \| Loes Gunnewijk \| Pays-Bas \| Nederland Bloeit \| + 54 s \| \| 6e \| Charlotte Becker \| Allemagne \| Cervélo TestTeam \| + 1 min 38 s \| \| 7e \| Marianne Vos \| Pays-Bas \| Nederland Bloeit \| + 3 min 05 s \| \| 8e \| Anne Samplonius \| Canada \| Canada \| + 3 min 57 s \| \| 9e \| Sara Mustonen \| Suède \| Hitec Products-UCK \| + 3 min 59 s \| \| 10e \| Sarah Düster \| Allemagne \| Cervélo TestTeam \| + 4 min 34 s \| |                      |             |                    |                  |
| |                      |             |                    |                  |
| |                      |             |                    |                  |
| Classement général |                      |             |                    |                  |
| Coureur | Coureur              | Pays        | Équipe             | Temps            |
| 1re | Annemiek van Vleuten | Pays-Bas    | Nederland Bloeit   | 15 h 48 min 29 s |
| 2e | Judith Arndt         | Allemagne   | HTC-Columbia Women | + 6 s            |
| 3e | Olga Zabelinskaïa    | Russie      | Safi-Pasta Zara    | + 20 s           |
| 4e | Lizzie Armitstead    | Royaume-Uni | Cervélo TestTeam   | + 48 s           |
| 5e | Loes Gunnewijk       | Pays-Bas    | Nederland Bloeit   | + 54 s           |
| 6e | Charlotte Becker     | Allemagne   | Cervélo TestTeam   | + 1 min 38 s     |
| 7e | Marianne Vos         | Pays-Bas    | Nederland Bloeit   | + 3 min 05 s     |
| 8e | Anne Samplonius      | Canada      | Canada             | + 3 min 57 s     |
| 9e | Sara Mustonen        | Suède       | Hitec Products-UCK | + 3 min 59 s     |
| 10e | Sarah Düster         | Allemagne   | Cervélo TestTeam   | + 4 min 34 s     |

Source.

### Points UCI
| Position           | 1er | 2e | 3e | 4e | 5e | 6e | 7e | 8e | 9e | 10e | 11e | 12e |
| Classement général | 80  | 56 | 32 | 24 | 20 | 16 | 12 | 8  | 7  | 6   | 5   | 3   |
| Par étape          | 16  | 11 | 6  | 5  | 4  | 2  |    |    |    |     |     |     |
| Leader, par étape  | 8   |    |    |    |    |    |    |    |    |     |     |     |

### Classements annexes

#### Classement de la meilleure jeune
| Classement du meilleur jeune | Classement du meilleur jeune | Classement du meilleur jeune | Classement du meilleur jeune | Classement du meilleur jeune |
| Coureur                      | Coureur                      | Pays                         | Équipe                       | Temps                        |
| ---------------------------- | ---------------------------- | ---------------------------- | ---------------------------- | ---------------------------- |
| 1re                          | Lizzie Armitstead            | Royaume-Uni                  | Cervélo TestTeam             | 15 h 49 min 17 s             |
| 2e                           | Rasa Leleivytė               | Lituanie                     | Safi-Pasta Zara              | + 5 min 22 s                 |
| 3e                           | Lisa Brennauer               | Allemagne                    | Hitec Products-UCK           | + 5 min 49 s                 |
| 4e                           | Emilia Fahlin                | Suède                        | HTC-Columbia Women           | + 6 min 34 s                 |
| 5e                           | Karol-Ann Canuel             | Canada                       | Vienne Futuroscope           | + 7 min 19 s                 |
| 6e                           | Eleonora Patuzzo             | Italie                       | Safi-Pasta Zara              | + 9 min 38 s                 |
| 7e                           | Denise Ramsden               | Canada                       | Canada                       | + 13 min 18 s                |
| 8e                           | Alexandra Burtschenkowa      | Russie                       | Fenixs-Petrogradets          | + 15 min 22 s                |
| 9e                           | Noortje Tabak                | Pays-Bas                     | Nederland Bloeit             | + 17 min 25 s                |
| 10e                          | Cherise Willeit              | Afrique du Sud               | MTN                          | + 25 min 35 s                |

## Évolution des classements
| Étape              |                             | Vainqueur _          | Classement général   | Meilleur jeune    |
| ------------------ | --------------------------- | -------------------- | -------------------- | ----------------- |
| Prologue           | prologue                    | Sarah Düster         | Sarah Düster         | Lizzie Armitstead |
| 1re étape          | étape de plaine             | Ina-Yoko Teutenberg  | Annemiek van Vleuten | Lizzie Armitstead |
| 2e étape           | étape de plaine             | Marianne Vos         | Annemiek van Vleuten | Lizzie Armitstead |
| 3e étape           | étape de plaine             | Annemiek van Vleuten | Annemiek van Vleuten | Lizzie Armitstead |
| 4e étape           | contre-la-montre individuel | Judith Arndt         | Annemiek van Vleuten | Lizzie Armitstead |
| 5e étape           | étape vallonnée             | Marianne Vos         | Annemiek van Vleuten | Lizzie Armitstead |
| 6e étape           | étape vallonnée             | Lizzie Armitstead    | Annemiek van Vleuten | Lizzie Armitstead |
| Classements finals | Classements finals          |                      | Annemiek van Vleuten | Lizzie Armitstead |

## Liste des participantes
| Légende                      | Légende | Légende                                | Légende                                                                                              |
| ---------------------------- | --- | -------------------------------------- | --- |
| Num                          | Dossard de départ porté par la coureuse sur cette Route de France féminine                                    | Pos                                    | Position finale au classement général                                                                |
| Leader du classement général | Indique la vainqueur du classement général                                                                    | Leader du classement du meilleur jeune | Indique la vainqueur du classement de la meilleure jeune                                             |
|                              | Indique un maillot de champion national ou mondial, suivi de sa spécialité                                    | #                                      | Indique la meilleure équipe                                                                          |
| NP                           | Indique une coureuse qui n'a pas pris le départ d'une étape, suivi du numéro de l'étape où elle s'est retirée | AB                                     | Indique une coureuse qui n'a pas terminé une étape, suivi du numéro de l'étape où elle s'est retirée |
| HD                           | Indique un coureuse qui a terminé une étape hors des délais, suivi du numéro de l'étape                       | DSQ                                    | Indique un coureur qui a été disqualifié de la course, suivi du numéro de l'étape                    |
| *                            | Indique un coureuse en lice pour le classement de la meilleure jeune (coureuses nées après le )               |                                        | |

| HTC-Columbia Women TCW | HTC-Columbia Women TCW       | HTC-Columbia Women TCW |
| ---------------------- | ---------------------------- | ---------------------- |
| Num                    | Coureur                      | Pos                    |
| 1                      | Kimberly Anderson (USA)      | 28e                    |
| 2                      | Judith Arndt (GER) (chrono)  | 2e                     |
| 3                      | Adrie Visser (NED)           | 24e                    |
| 4                      | Emilia Fahlin (SWE) (chrono) | 19e                    |
| 5                      | Ina-Yoko Teutenberg (GER)    | AB-6                   |
| 6                      | Luise Keller (GER)           | 26e                    |

| Cervélo TestTeam CWT | Cervélo TestTeam CWT           | Cervélo TestTeam CWT |
| -------------------- | ------------------------------ | -------------------- |
| Num                  | Coureur                        | Pos                  |
| 11                   | Sarah Düster (GER)             | 10e                  |
| 12                   | Lizzie Armitstead (GBR)        | 4e                   |
| 13                   | Charlotte Becker (GER) (route) | 6e                   |
| 14                   | Patricia Schwager (SUI)        | 30e                  |
| 15                   | Lieselot Decroix (BEL)         | NP-3                 |
| 16                   | Carla Ryan (AUS)               | NP-2                 |

| Nederland Bloeit ARC | Nederland Bloeit ARC         | Nederland Bloeit ARC |
| -------------------- | ---------------------------- | -------------------- |
| Num                  | Coureur                      | Pos                  |
| 21                   | Annemiek van Vleuten (NED)   | 1re                  |
| 22                   | Marianne Vos (NED) (chrono)  | 7e                   |
| 23                   | Loes Gunnewijk (NED) (route) | 5e                   |
| 24                   | Noortje Tabak (NED)          | 34e                  |
| 25                   | Janneke Busser Kanis (NED)   | AB-6                 |
| 26                   | Agnieta Francke (NED)        | AB-5                 |

| Hitec Products-UCK HPU | Hitec Products-UCK HPU     | Hitec Products-UCK HPU |
| ---------------------- | -------------------------- | ---------------------- |
| Num                    | Coureur                    | Pos                    |
| 31                     | Trine Schmidt (DEN)        | AB-6                   |
| 32                     | Sara Mustonen (SWE)        | 9e                     |
| 33                     | Lisa Brennauer (GER)       | 17e                    |
| 34                     | Frøydis Meen Wærsted (NOR) | 25e                    |
| 35                     | Isabelle Söderberg (SWE)   | AB-6                   |
| 36                     | Jacqueline Hahn (AUT)      | NP-5                   |

| Vienne Futuroscope FUT | Vienne Futuroscope FUT         | Vienne Futuroscope FUT |
| ---------------------- | ------------------------------ | ---------------------- |
| Num                    | Coureur                        | Pos                    |
| 41                     | Julie Beveridge (CAN) (chrono) | AB-6                   |
| 42                     | Christel Ferrier-Bruneau (FRA) | 22e                    |
| 43                     | Emmanuelle Merlot (FRA)        | AB-6                   |
| 44                     | Pascale Jeuland (FRA)          | AB-6                   |
| 45                     | Karol-Ann Canuel (CAN)         | 23e                    |
| 46                     | Gabriela Slámová (CZE)         | AB-6                   |

| ESGL 93-GSD Gestion ESG | ESGL 93-GSD Gestion ESG                   | ESGL 93-GSD Gestion ESG |
| ----------------------- | ----------------------------------------- | ----------------------- |
| Num                     | Coureur                                   | Pos                     |
| 51                      | Mélodie Lesueur (FRA) (route)             | AB-6                    |
| 52                      | Siobhan Dervan (IRL)                      | AB-6                    |
| 53                      | Eugénie Mermillod (FRA)                   | 37e                     |
| 54                      | Christine Majerus (LUX) (route et chrono) | 32e                     |
| 55                      | Roxane Fournier (FRA)                     | AB-6                    |
| 56                      | Béatrice Thomas (FRA)                     | AB-6                    |

| Fenixs-Petrogradets FEN | Fenixs-Petrogradets FEN       | Fenixs-Petrogradets FEN |
| ----------------------- | ----------------------------- | ----------------------- |
| Num                     | Coureur                       | Pos                     |
| 61                      | Natalja Bojarskaja (RUS)      | 13e                     |
| 62                      | Svetlana Boubnenkova (RUS)    | 18e                     |
| 63                      | Alexandra Burtschenkowa (RUS) | 33e                     |
| 64                      | Marta Bastianelli (ITA)       | 36e                     |
| 65                      | Suzie Godart (LUX)            | AB-6                    |
| 65                      | Marta Vilajosana (ESP)        | NP-3                    |

| Safi-Pasta Zara SAF | Safi-Pasta Zara SAF     | Safi-Pasta Zara SAF |
| ------------------- | ----------------------- | ------------------- |
| Num                 | Coureur                 | Pos                 |
| 71                  | Olga Zabelinskaïa (RUS) | 3e                  |
| 72                  | Rasa Leleivytė (LTU)    | 14e                 |
| 73                  | Oxana Kozonchuk (RUS)   | AB-6                |
| 74                  | Inga Čilvinaitė (LTU)   | AB-6                |
| 75                  | Eleonora Patuzzo (ITA)  | 29e                 |
| 76                  | Lorena Foresi (ITA)     | AB-6                |

| Valdarno VAD | Valdarno VAD                              | Valdarno VAD |
| ------------ | ----------------------------------------- | ------------ |
| Num          | Coureur                                   | Pos          |
| 81           | Tatiana Antoshina (RUS) (route et chrono) | AB-6         |
| 82           | Tatiana Guderzo (ITA) (route et chrono)   | AB-6         |
| 83           | Monia Baccaille (ITA) (route)             | AB-6         |
| 84           | Chiara Bortolus (ITA)                     | AB-6         |
| 84           | Yevheniya Vysotska (UKR)                  | 38e          |
| 85           | Laura Bozzolo (ITA)                       | AB-6         |

| MTN MTW | MTN MTW                       | MTN MTW |
| ------- | ----------------------------- | ------- |
| Num     | Coureur                       | Pos     |
| 91      | Carla Swart (RSA)             | AB-6    |
| 92      | Cherise Willeit (RSA) (route) | 35e     |
| 93      | Robyn de Groot (RSA)          | AB-6    |
| 94      | Lylanie Lauwrens (RSA)        | AB-6    |
| 95      | Marissa van der Merwe (RSA)   | AB-6    |
| 96      | Karien Van Jaarsveld (RSA)    | AB-2    |

| Gauss RDZ Ormu GAU | Gauss RDZ Ormu GAU      | Gauss RDZ Ormu GAU |
| ------------------ | ----------------------- | ------------------ |
| Num                | Coureur                 | Pos                |
| 101                | Edita Pučinskaitė (LTU) | 16e                |
| 102                | Giorgia Bronzini (ITA)  | 27e                |
| 103                | Martine Bras (NED)      | 15e                |
| 104                | Elena Kuchinskaya (RUS) | AB-6               |
| 105                | Alessandra Borchi (ITA) | AB-6               |
| 106                | Eleonora Suelotto (ITA) | AB-6               |

| France FRA | France FRA          | France FRA |
| ---------- | ------------------- | ---------- |
| Num        | Coureur             | Pos        |
| 111        | Aude Biannic        | AB-1       |
| 112        | Ludivine Loze       | AB-6       |
| 114        | Émilie Blanquefort  | 39e        |
| 115        | Marie-Laure Cloarec | AB-6       |
| 116        | Marion Azam         | AB-6       |
| 116        | Sylvie Riedle       | NP-3       |

| Canada CAN | Canada CAN                 | Canada CAN |
| ---------- | -------------------------- | ---------- |
| Num        | Coureur                    | Pos        |
| 121        | Joëlle Numainville (route) | 20e        |
| 122        | Anne Samplonius            | 8e         |
| 123        | Erinne Willock             | 21e        |
| 124        | Denise Ramsden             | 31e        |
| 125        | Heather Logan-Sprenger     | AB-6       |
| 126        | Leah Guloien               | AB-6       |

| Australie AUS | Australie AUS | Australie AUS |
| ------------- | ------------- | ------------- |
| Num           | Coureur       | Pos           |
| 131           | Alexis Rhodes | AB-5          |
| 132           | Kirsty Broun  | AB-6          |
| 133           | Rachel Neylan | AB-6          |
| 134           | Shara Gillow  | 12e           |
| 135           | Amanda Spratt | 11e           |
| 136           | Megan Dunn    | AB-2          |

| Giant Pro Cycling GPC | Giant Pro Cycling GPC | Giant Pro Cycling GPC |
| --------------------- | --------------------- | --------------------- |
| Num                   | Coureur               | Pos                   |
| 141                   | Gao Min (CHN)         | AB-6                  |
| 142                   | Luo Xiaoling (CHN)    | AB-6                  |
| 143                   | Lina Shi (CHN)        | AB-6                  |
| 144                   | Jamie Wong (HKG)      | AB-6                  |
| 145                   | Fanli Shen (CHN)      | AB-6                  |

| HTC-Columbia Women TCW | HTC-Columbia Women TCW       | HTC-Columbia Women TCW |
| ---------------------- | ---------------------------- | ---------------------- |
| Num                    | Coureur                      | Pos                    |
| 1                      | Kimberly Anderson (USA)      | 28e                    |
| 2                      | Judith Arndt (GER) (chrono)  | 2e                     |
| 3                      | Adrie Visser (NED)           | 24e                    |
| 4                      | Emilia Fahlin (SWE) (chrono) | 19e                    |
| 5                      | Ina-Yoko Teutenberg (GER)    | AB-6                   |
| 6                      | Luise Keller (GER)           | 26e                    |

| Cervélo TestTeam CWT | Cervélo TestTeam CWT           | Cervélo TestTeam CWT |
| -------------------- | ------------------------------ | -------------------- |
| Num                  | Coureur                        | Pos                  |
| 11                   | Sarah Düster (GER)             | 10e                  |
| 12                   | Lizzie Armitstead (GBR)        | 4e                   |
| 13                   | Charlotte Becker (GER) (route) | 6e                   |
| 14                   | Patricia Schwager (SUI)        | 30e                  |
| 15                   | Lieselot Decroix (BEL)         | NP-3                 |
| 16                   | Carla Ryan (AUS)               | NP-2                 |

| Nederland Bloeit ARC | Nederland Bloeit ARC         | Nederland Bloeit ARC |
| -------------------- | ---------------------------- | -------------------- |
| Num                  | Coureur                      | Pos                  |
| 21                   | Annemiek van Vleuten (NED)   | 1re                  |
| 22                   | Marianne Vos (NED) (chrono)  | 7e                   |
| 23                   | Loes Gunnewijk (NED) (route) | 5e                   |
| 24                   | Noortje Tabak (NED)          | 34e                  |
| 25                   | Janneke Busser Kanis (NED)   | AB-6                 |
| 26                   | Agnieta Francke (NED)        | AB-5                 |

| Hitec Products-UCK HPU | Hitec Products-UCK HPU     | Hitec Products-UCK HPU |
| ---------------------- | -------------------------- | ---------------------- |
| Num                    | Coureur                    | Pos                    |
| 31                     | Trine Schmidt (DEN)        | AB-6                   |
| 32                     | Sara Mustonen (SWE)        | 9e                     |
| 33                     | Lisa Brennauer (GER)       | 17e                    |
| 34                     | Frøydis Meen Wærsted (NOR) | 25e                    |
| 35                     | Isabelle Söderberg (SWE)   | AB-6                   |
| 36                     | Jacqueline Hahn (AUT)      | NP-5                   |

| Vienne Futuroscope FUT | Vienne Futuroscope FUT         | Vienne Futuroscope FUT |
| ---------------------- | ------------------------------ | ---------------------- |
| Num                    | Coureur                        | Pos                    |
| 41                     | Julie Beveridge (CAN) (chrono) | AB-6                   |
| 42                     | Christel Ferrier-Bruneau (FRA) | 22e                    |
| 43                     | Emmanuelle Merlot (FRA)        | AB-6                   |
| 44                     | Pascale Jeuland (FRA)          | AB-6                   |
| 45                     | Karol-Ann Canuel (CAN)         | 23e                    |
| 46                     | Gabriela Slámová (CZE)         | AB-6                   |

| ESGL 93-GSD Gestion ESG | ESGL 93-GSD Gestion ESG                   | ESGL 93-GSD Gestion ESG |
| ----------------------- | ----------------------------------------- | ----------------------- |
| Num                     | Coureur                                   | Pos                     |
| 51                      | Mélodie Lesueur (FRA) (route)             | AB-6                    |
| 52                      | Siobhan Dervan (IRL)                      | AB-6                    |
| 53                      | Eugénie Mermillod (FRA)                   | 37e                     |
| 54                      | Christine Majerus (LUX) (route et chrono) | 32e                     |
| 55                      | Roxane Fournier (FRA)                     | AB-6                    |
| 56                      | Béatrice Thomas (FRA)                     | AB-6                    |

| Fenixs-Petrogradets FEN | Fenixs-Petrogradets FEN       | Fenixs-Petrogradets FEN |
| ----------------------- | ----------------------------- | ----------------------- |
| Num                     | Coureur                       | Pos                     |
| 61                      | Natalja Bojarskaja (RUS)      | 13e                     |
| 62                      | Svetlana Boubnenkova (RUS)    | 18e                     |
| 63                      | Alexandra Burtschenkowa (RUS) | 33e                     |
| 64                      | Marta Bastianelli (ITA)       | 36e                     |
| 65                      | Suzie Godart (LUX)            | AB-6                    |
| 65                      | Marta Vilajosana (ESP)        | NP-3                    |

| Safi-Pasta Zara SAF | Safi-Pasta Zara SAF     | Safi-Pasta Zara SAF |
| ------------------- | ----------------------- | ------------------- |
| Num                 | Coureur                 | Pos                 |
| 71                  | Olga Zabelinskaïa (RUS) | 3e                  |
| 72                  | Rasa Leleivytė (LTU)    | 14e                 |
| 73                  | Oxana Kozonchuk (RUS)   | AB-6                |
| 74                  | Inga Čilvinaitė (LTU)   | AB-6                |
| 75                  | Eleonora Patuzzo (ITA)  | 29e                 |
| 76                  | Lorena Foresi (ITA)     | AB-6                |

| Valdarno VAD | Valdarno VAD                              | Valdarno VAD |
| ------------ | ----------------------------------------- | ------------ |
| Num          | Coureur                                   | Pos          |
| 81           | Tatiana Antoshina (RUS) (route et chrono) | AB-6         |
| 82           | Tatiana Guderzo (ITA) (route et chrono)   | AB-6         |
| 83           | Monia Baccaille (ITA) (route)             | AB-6         |
| 84           | Chiara Bortolus (ITA)                     | AB-6         |
| 84           | Yevheniya Vysotska (UKR)                  | 38e          |
| 85           | Laura Bozzolo (ITA)                       | AB-6         |

| MTN MTW | MTN MTW                       | MTN MTW |
| ------- | ----------------------------- | ------- |
| Num     | Coureur                       | Pos     |
| 91      | Carla Swart (RSA)             | AB-6    |
| 92      | Cherise Willeit (RSA) (route) | 35e     |
| 93      | Robyn de Groot (RSA)          | AB-6    |
| 94      | Lylanie Lauwrens (RSA)        | AB-6    |
| 95      | Marissa van der Merwe (RSA)   | AB-6    |
| 96      | Karien Van Jaarsveld (RSA)    | AB-2    |

| Gauss RDZ Ormu GAU | Gauss RDZ Ormu GAU      | Gauss RDZ Ormu GAU |
| ------------------ | ----------------------- | ------------------ |
| Num                | Coureur                 | Pos                |
| 101                | Edita Pučinskaitė (LTU) | 16e                |
| 102                | Giorgia Bronzini (ITA)  | 27e                |
| 103                | Martine Bras (NED)      | 15e                |
| 104                | Elena Kuchinskaya (RUS) | AB-6               |
| 105                | Alessandra Borchi (ITA) | AB-6               |
| 106                | Eleonora Suelotto (ITA) | AB-6               |

| France FRA | France FRA          | France FRA |
| ---------- | ------------------- | ---------- |
| Num        | Coureur             | Pos        |
| 111        | Aude Biannic        | AB-1       |
| 112        | Ludivine Loze       | AB-6       |
| 114        | Émilie Blanquefort  | 39e        |
| 115        | Marie-Laure Cloarec | AB-6       |
| 116        | Marion Azam         | AB-6       |
| 116        | Sylvie Riedle       | NP-3       |

| Canada CAN | Canada CAN                 | Canada CAN |
| ---------- | -------------------------- | ---------- |
| Num        | Coureur                    | Pos        |
| 121        | Joëlle Numainville (route) | 20e        |
| 122        | Anne Samplonius            | 8e         |
| 123        | Erinne Willock             | 21e        |
| 124        | Denise Ramsden             | 31e        |
| 125        | Heather Logan-Sprenger     | AB-6       |
| 126        | Leah Guloien               | AB-6       |

| Australie AUS | Australie AUS | Australie AUS |
| ------------- | ------------- | ------------- |
| Num           | Coureur       | Pos           |
| 131           | Alexis Rhodes | AB-5          |
| 132           | Kirsty Broun  | AB-6          |
| 133           | Rachel Neylan | AB-6          |
| 134           | Shara Gillow  | 12e           |
| 135           | Amanda Spratt | 11e           |
| 136           | Megan Dunn    | AB-2          |

| Giant Pro Cycling GPC | Giant Pro Cycling GPC | Giant Pro Cycling GPC |
| --------------------- | --------------------- | --------------------- |
| Num                   | Coureur               | Pos                   |
| 141                   | Gao Min (CHN)         | AB-6                  |
| 142                   | Luo Xiaoling (CHN)    | AB-6                  |
| 143                   | Lina Shi (CHN)        | AB-6                  |
| 144                   | Jamie Wong (HKG)      | AB-6                  |
| 145                   | Fanli Shen (CHN)      | AB-6                  |

Les dossards sont inconnus.

## Organisation
Il n'y a pas de classement annexe.